# Wanpaku ôji no orochi taiji
Wanpaku Ōji no Orochi Taiji (わんぱく王子の大蛇退治, ou Príncipe Suzano e o Dragão de 8 Cabeças) é um anime de aventura japonês, o sexto produzido pelo estúdio Tōei Animation (depois Tōei Dōga), lançado no Japão em 24 de março de 1963. Versões dubladas em inglês foram lançadas sob diversos títulos, incluindo The Little Prince and the Eight-Headed Dragon, Prince in Wonderland e Rainbow Bridge.
Baseado no mito  xintoísta da batalha do deus das tormentas Susanoo com o dragão Yamata no Orochi; a animação colorida em formato anamórfico "TōeiScope" teve o roteiro de Ichirō Ikeda e Takashi Iijima e foi dirigido por Yūgo Serikawa.  Considerado um dos melhores trabalhos de Tōei Dōga e um divisor de águas em anime e animações em geral, ficando em 10º lugar na lista das 150 melhores animações e séries de todos os tempos compilado pelo Laputa Animation Festival de Tóquio por uma equipe avaliadora de animadores e críticos em 2003. Apresenta personagens com design modernista, abstrato com influencias das obras do Pablo Picasso, com desenhos de fundo (background) e design de cores, aqui representados pelo diretor de animação Yasuji Mori, os animadores Yasuo Ōtsuka e Yōichi Kotabe e os diretores assistentes Isao Takahata e Kimio Yabuki. A trilha sonora, composta por Akira Ifukube, também é aclamada pelos críticos.

## Enredo
O filme conta a estória do deus Susano'o (aqui representado por um príncipe ainda garoto), cuja mãe Izanami acabara de morrer. Está profundamente ferido pela perda de sua mãe. Seu pai Izanagi diz ao príncipe que sua mãe está agora no céu. Apesar das advertências de Izanagi, Susano'o parte para tentar acha-lá. Junto de seus companheiros, Akahana (um pequeno coelho falante) e Titan Bō (um gigante forte e amável, vindo da Terra do Fogo), Susano'o supera todos os obstáculos em sua longa jornada. Ele acaba chegando na Província de Izumo, onde encontra a princesa  Kushinada, uma pequena garota que se torna sua amiga (ele também acha ela tão bonita que até se parece com sua mãe). A família de Kushinada diz a  Susano'o que outras sete filhas deles foram sacrificadas para a assustadora serpente de oito cabeças, Yamata no Orochi. Susano'o está tão apaixonado por Kushinada que decide ajudar sua família à protege-la e matar Orochi de uma vez por todas. Ele, Akahana e Bō se preparam para o confronto.

## Artistas
- Produtor executivo: Hiroshi Ōkawa
- Desenvolvedores: Shin Yoshida, Isamu Takahashi, Takashi Iijima
- Diretor de animação: Yasuji Mori
- Animadores: Hideo Furusawa, Masao Kumagawa, Yasuo Ōtsuka, Daikichirō Kusube, Makoto Nagasawa, Chikao Katsui, Yōichi Kotabe, Masatake Kita
- Supervisor: Sanae Yamamoto
- Diretor de arte: Reiji Koyama
- Artistas de background: Tomō Fukumoto, Eiko Sugimoto, Isamu Kageyama, Hideo Chiba
- Estilista de cores: Saburō Yokoi
- Diretores assistentes: Isao Takahata, Kimio Yabuki

Vozes
- Morio Kazama (creditado como Tomohito Sumita) como Susano'o
- Yukiko Okada como Kushinada-Hime
- Chiharu Kuri como Akahana
- Masato Yamanōchi como Wadatsumi e também como pai de Kushinada-Hime

## Recepção
Elogios recebidos por Wanpaku na época de seu lançamento incluem ser honrado com a Bronze Osella no Festival de Veneza, o Ōfuji Noburō Award no Mainichi Film Award de 1963 e ser recomendado oficialmente pelo  Ministro da Educação do Japão e pelo Ministro da Saúde do Japão. 
Mais recentemente, Genndy Tartakovsky está entre os que identificaram a animação como influência primordial na direção e design para Samurai Jack.
o Character design do filme Yōichi Kotabe, que mais tarde trabalhou para a Nintendo, iria fazer parte da direção de arte do jogo da Nintendo The Legend of Zelda: The Wind Waker e no outros jogos derivados como The Lgend Of Zelda: The Phantom Hourglass e The Legend Of Zelda: Spirit Tracks
Tomm Moore, o diretor dos filmes da Cartoon Saloon, indicados ao Oscar como O Segredo de Kells, Canção do Mar e Wolfwalkers, identificou o filme como uma grande influência.